# Hello, My Name Is Doris
Pour plus de détails, voir Fiche technique et Distribution.
Hello, My Name Is Doris est un film américain réalisé en 2015 par Michael Showalter.

## Synopsis
Doris, une employée de bureau dans la soixantaine tombe éperdument amoureuse de son nouveau collègue, séduisant mais beaucoup plus jeune qu’elle. 

## Distribution
- Sally Field  Doris Miller
- Max Greenfield John Fremont
- Beth Behrs  Brooklyn Henderson
- Tyne Daly  Roz
- Stephen Root  Todd Miller
- Wendi McLendon-Covey  Cynthia Miller
- Elizabeth Reaser Dr Edwards
- Isabella Acres  Vivian
- Peter Gallagher  Willy Williams
- Natasha Lyonne  Sally
- Kumail Nanjiani  Nasir
- Rich Sommer  Robert
- Caroline Aaron  Val
- Rebecca Wisocky  Anne Patterson
- Jack Antonoff  Baby Goya
- Kyle Mooney (en)  Niles
- Nnamdi Asomugha  Shaka
- Roz Ryan
- Anna Akana
- Amy Okuda
- Don Stark